# Großer Preis von Monaco 1967
Der Große Preis von Monaco 1967 (offiziell XXVI Grand Prix Automobile de Monaco) fand am 7. Mai auf dem Circuit de Monaco in Monte Carlo statt und war das zweite Rennen der Automobil-Weltmeisterschaft 1967.

## Berichte

### Hintergrund
Der zweite WM-Lauf des Jahres fand erst rund fünf Monate nach dem Saisonauftakt in Südafrika statt. Zwischenzeitlich waren zwei nicht zur Weltmeisterschaft zählende Formel-1-Rennen ausgetragen worden, die mit Dan Gurney auf Eagle sowie Mike Parkes auf Ferrari zwei außergewöhnliche Sieger hervorgebracht hatten.
19 Fahrer wurden für den Großen Preis von Monaco gemeldet, von denen aufgrund geltender Sicherheitsbestimmungen auf dem vergleichsweise engen Kurs nur die 16 Trainingsschnellsten am Rennen teilnehmen durften.

### Training
Der amtierende Weltmeister Jack Brabham sicherte sich die Pole-Position neben Ferrari-Pilot Lorenzo Bandini. Dahinter folgten John Surtees auf Honda und Denis Hulme im zweiten Werks-Brabham. Lotus-Pilot Jim Clark bildete gemeinsam mit dem B.R.M. von Jackie Stewart die dritte Startreihe.
Der von Rob Walker privat eingesetzte Cooper, der von Joseph Siffert pilotiert wurde, erreichte einen besseren Startplatz als die beiden Werkswagen.

### Rennen
Während Bandini die Führung übernahm, platzte nach wenigen Metern Brabhams Motor. Der Australier drehte sich in einem Pulk mehrerer Konkurrenten, wobei allerdings lediglich Sifferts Wagen leicht beschädigt wurde. Der Schweizer musste daraufhin einen Reparaturstopp an den Boxen einlegen.
Clark fiel in der zweiten Runde ans Ende des Feldes zurück, während Hulme und Stewart an Bandini vorbeizogen und die Spitze übernahmen. In der sechsten Runde ging Stewart in Führung, bevor er diese Position in Runde 14 wegen eines Getriebeschadens wieder an Hulme abgeben musste.
Nachdem Surtees wegen eines Motorproblems ausgefallen war, blieb die Reihenfolge an der Spitze für mehrere Runden konstant. Hulme führte vor Bandini und Bruce McLaren. Clark hatte sich inzwischen wieder auf den vierten Rang nach vorn gearbeitet, musste dann jedoch wegen eines technischen Defektes aufgeben und Chris Amon den vierten Platz überlassen.
Während Bandini auf den führenden Hulme aufholte, musste McLaren einen Boxenstopp einlegen und fiel dadurch auf den fünften Rang zurück. In Runde 82 verlor Bandini in der Hafenschikane die Kontrolle über seinen Wagen. Dieser fing Feuer und überschlug sich. Bandini konnte nicht selbständig entkommen. Drei Minuten saß der 31-jährige Bandini im Feuer, 70 Prozent seiner Haut verbrannten, dazu hatte er etliche Knochenbrüche erlitten. Erst nach dem Löschen sahen die Streckenposten, dass Bandini noch im Wrack saß. Sein Gesicht war entstellt, sein Rennoverall stark verbrannt. Nachdem das Feuer gelöscht worden war, wurde er geborgen und ins Krankenhaus gebracht.
Hulme gewann schließlich unangefochten vor Graham Hill und Chris Amon, den ein Reifenschaden in einer der letzten Runden den zweiten Platz gekostet hatte.

#### Nach dem Rennen
Einige der Formel-1-Piloten reisten unmittelbar nach dem Rennen in die USA, um sich für das Indianapolis 500 zu qualifizieren.
Bandini starb am Mittwoch nach dem Rennen im Krankenhaus an den Folgen seines Unfalls. Für den Grand Prix in Monaco hatte der Unfall Folgen. Die ursprüngliche Renndistanz wurde ab 1968 von 100 auf maximal 80 Runden verkürzt.

## Meldeliste
| Team                             | Nr. | Fahrer               | Chassis        | Motor               | Reifen |
| -------------------------------- | --- | -------------------- | -------------- | ------------------- | ------ |
| Matra Sports                     | 01  | Jean-Pierre Beltoise | Matra MS7      | Cosworth FVA 1.6 L4 | D      |
| Matra Sports                     | 02  | Johnny Servoz-Gavin  | Matra MS7      | Cosworth FVA 1.6 L4 | D      |
| Owen Racing Organisation         | 04  | Jackie Stewart       | BRM P261       | BRM 2.1 V8          | F      |
| Owen Racing Organisation         | 05  | Mike Spence          | BRM P83        | BRM 3.0 H16         | F      |
| Reg Parnell Racing               | 06  | Piers Courage        | BRM P261       | BRM 2.1 V8          | D      |
| Honda Racing                     | 07  | John Surtees         | Honda RA273    | Honda 3.0 V12       | F      |
| Brabham Racing Organisation      | 08  | Jack Brabham         | Brabham BT19   | Repco 3.0 V8        | G      |
| Brabham Racing Organisation      | 09  | Denis Hulme          | Brabham BT20   | Repco 3.0 V8        | G      |
| Cooper Car Company               | 10  | Jochen Rindt         | Cooper T81     | Maserati 3.0 V12    | F      |
| Cooper Car Company               | 11  | Pedro Rodríguez      | Cooper T81     | Maserati 3.0 V12    | F      |
| Team Lotus                       | 12  | Jim Clark            | Lotus 33       | Climax 2.0 V8       | F      |
| Team Lotus                       | 14  | Graham Hill          | Lotus 33       | BRM 2.1 V8          | F      |
| DW Racing Enterprises            | 15  | Bob Anderson         | Brabham BT11   | Climax 2.7 L4       | F      |
| Bruce McLaren Motor Racing       | 16  | Bruce McLaren        | McLaren M4B    | BRM 2.1 V8          | G      |
| Rob Walker Jack Durlacher Racing | 17  | Joseph Siffert       | Cooper T81     | Maserati 3.0 V12    | F      |
| Scuderia Ferrari SpA SEFAC       | 18  | Lorenzo Bandini      | Ferrari 312/67 | Ferrari 3.0 V12     | F      |
| Scuderia Ferrari SpA SEFAC       | 20  | Chris Amon           | Ferrari 312/67 | Ferrari 3.0 V12     | F      |
| Anglo American Racers            | 22  | Richie Ginther       | Eagle T1G      | Weslake 3.0 V12     | G      |
| Anglo American Racers            | 23  | Dan Gurney           | Eagle T1G      | Weslake 3.0 V12     | G      |

## Klassifikationen

### Startaufstellung
| Pos. | Fahrer               | Konstrukteur    | Zeit   | Ø-Geschwindigkeit | Start |
| ---- | -------------------- | --------------- | ------ | ----------------- | ----- |
| 01   | Jack Brabham         | Brabham-Repco   | 1:27,6 | 129,247 km/h      | 01    |
| 02   | Lorenzo Bandini      | Ferrari         | 1:28,3 | 128,222 km/h      | 02    |
| 03   | John Surtees         | Honda           | 1:28,4 | 128,077 km/h      | 03    |
| 04   | Denis Hulme          | Brabham-Repco   | 1:28,8 | 127,500 km/h      | 04    |
| 05   | Jim Clark            | Lotus-Climax    | 1:28,8 | 127,500 km/h      | 05    |
| 06   | Jackie Stewart       | B.R.M.          | 1:29,0 | 127,213 km/h      | 06    |
| 07   | Dan Gurney           | Eagle-Weslake   | 1:29,3 | 126,786 km/h      | 07    |
| 08   | Graham Hill          | Lotus-B.R.M.    | 1:29,9 | 125,940 km/h      | 08    |
| 09   | Joseph Siffert       | Cooper-Maserati | 1:30,0 | 125,800 km/h      | 09    |
| 10   | Bruce McLaren        | McLaren-B.R.M.  | 1:30,0 | 125,800 km/h      | 10    |
| 11   | Johnny Servoz-Gavin  | Matra           | 1:30,4 | 125,243 km/h      | 11    |
| 12   | Mike Spence          | B.R.M.          | 1:30,6 | 124,967 km/h      | 12    |
| 13   | Piers Courage        | B.R.M.          | 1:30,6 | 124,967 km/h      | 13    |
| 14   | Chris Amon           | Ferrari         | 1:30,7 | 124,829 km/h      | 14    |
| 15   | Jochen Rindt         | Cooper-Maserati | 1:30,8 | 124,692 km/h      | 15    |
| 16   | Pedro Rodríguez      | Cooper-Maserati | 1:32,4 | 122,532 km/h      | 16    |
| DNQ  | Bob Anderson         | Brabham-Climax  | 1:30,6 | 124,967 km/h      | –     |
| DNQ  | Jean-Pierre Beltoise | Matra           | 1:31,0 | 124,418 km/h      | –     |
| DNQ  | Richie Ginther       | Eagle-Weslake   | 1:31,0 | 124,418 km/h      | –     |

### Rennen
| Pos. | Fahrer              | Konstrukteur    | Runden | Stopps | Zeit        | Start | Schnellste Runde |
| ---- | ------------------- | --------------- | ------ | ------ | ----------- | ----- | ---------------- |
| 01   | Denis Hulme         | Brabham-Repco   | 100    | 0      | 2:34:34,300 | 04    |                  |
| 02   | Graham Hill         | Lotus-B.R.M.    | 99     | 0      | + 1 Runde   | 08    |                  |
| 03   | Chris Amon          | Ferrari         | 98     | 0      | + 2 Runden  | 14    |                  |
| 04   | Bruce McLaren       | McLaren-B.R.M.  | 97     | 0      | + 3 Runden  | 10    |                  |
| 05   | Pedro Rodríguez     | Cooper-Maserati | 96     | 0      | + 4 Runden  | 16    |                  |
| 06   | Mike Spence         | B.R.M.          | 96     | 0      | + 4 Runden  | 12    |                  |
| –    | Lorenzo Bandini     | Ferrari         | 81     | 0      | DNF         | 02    |                  |
| –    | Piers Courage       | B.R.M.          | 64     | 0      | DNF         | 13    |                  |
| –    | Jim Clark           | Lotus-Climax    | 42     | 0      | DNF         | 05    | 1:29,5           |
| –    | John Surtees        | Honda           | 32     | 0      | DNF         | 03    |                  |
| –    | Joseph Siffert      | Cooper-Maserati | 31     | 0      | DNF         | 09    |                  |
| –    | Jackie Stewart      | B.R.M.          | 14     | 0      | DNF         | 06    |                  |
| –    | Jochen Rindt        | Cooper-Maserati | 14     | 0      | DNF         | 15    |                  |
| –    | Dan Gurney          | Eagle-Weslake   | 4      | 0      | DNF         | 07    |                  |
| –    | Johnny Servoz-Gavin | Matra-Ford      | 1      | 0      | DNF         | 11    |                  |
| –    | Jack Brabham        | Brabham-Repco   | 1      | 0      | DNF         | 01    |                  |

## WM-Stände nach dem Rennen
Die ersten sechs des Rennens bekamen 9, 6, 4, 3, 2, 1 Punkte. Die besten fünf Ergebnisse der ersten sechs und die besten vier der restlichen fünf Rennen zählten zur Meisterschaft. In der Konstrukteurswertung zählten dabei nur die Punkte des bestplatzierten Fahrers eines Teams.

### Fahrerwertung
| Pos. | Fahrer          | Konstrukteur    | Punkte |
| ---- | --------------- | --------------- | ------ |
| 01   | Denis Hulme     | Brabham-Repco   | 12     |
| 02   | Pedro Rodríguez | Cooper-Maserati | 11     |
| 03   | Graham Hill     | Lotus-B.R.M.    | 6      |
| 04   | John Love       | Cooper-Climax   | 6      |
| 05   | John Surtees    | Honda           | 4      |
| 06   | Chris Amon      | Ferrari         | 4      |
| 07   | Bruce McLaren   | McLaren-B.R.M.  | 3      |
| 08   | Bob Anderson    | Brabham-Climax  | 2      |
| 09   | Jack Brabham    | Brabham-Repco   | 1      |
| 10   | Mike Spence     | B.R.M.          | 1      |
| –    | Lorenzo Bandini | Ferrari         | 0      |

| Pos. | Fahrer              | Konstrukteur    | Punkte |
| ---- | ------------------- | --------------- | ------ |
| –    | Piers Courage       | Lotus-B.R.M.    | 0      |
| –    | Jim Clark           | Lotus-B.R.M.    | 0      |
| –    | Joseph Siffert      | Cooper-Maserati | 0      |
| –    | Jackie Stewart      | B.R.M.          | 0      |
| –    | Jochen Rindt        | Cooper-Maserati | 0      |
| –    | Dan Gurney          | Eagle-Climax    | 0      |
| –    | Dave Charlton       | Brabham-Climax  | 0      |
| –    | Luki Botha          | Brabham-Climax  | 0      |
| –    | Sam Tingle          | LDS-Climax      | 0      |
| –    | Joakim Bonnier      | Cooper-Maserati | 0      |
| –    | Johnny Servoz-Gavin | Matra-Ford      | 0      |

### Konstrukteurswertung
| Pos. | Konstrukteur    | Punkte |
| ---- | --------------- | ------ |
| 01   | Brabham-Repco   | 12     |
| 02   | Cooper-Maserati | 11     |
| 03   | Cooper-Climax   | 6      |
| 04   | Lotus-B.R.M.    | 6      |
| 05   | Ferrari         | 4      |
| 06   | Honda           | 4      |
| 06   | McLaren-B.R.M.  | 3      |

| Pos. | Konstrukteur   | Punkte |
| ---- | -------------- | ------ |
| 07   | Brabham-Climax | 2      |
| 08   | B.R.M.         | 1      |
| 09   | Lotus-Climax   | 0      |
| –    | LDS-Climax     | 0      |
| –    | Eagle-Climax   | 0      |
| –    | Matra-Ford     | 0      |